# Kleine Jonkvrouwbenoordenpolder
De Kleine Jonkvrouwbenoordenpolder is een polder onmiddellijk ten zuidwesten van IJzendijke, behorende tot de Polders rond Biervliet.
De polder maakt deel uit van de voormalige Jonkvrouwpolder welke in 1546 is ontstaan, doch diverse malen werd geïnundeerd. Ze werd herdijkt in 1653, maar kwam nog enkele malen onder water te staan, om vanaf 1710 voorgoed droog te blijven. De polder heeft een oppervlakte van 155 ha.
De polder wordt begrensd door de Oranjestraat, de Turkeyeweg en de Watervlietse Weg. De polder wordt doorsneden door de rondweg om IJzendijke, die de Willemsweg en de Middenweg met elkaar verbindt.
In de noordoosthoek van de polder ligt een woonwijk die behoort tot de kom van IJzendijke, met ten zuiden ervan een parkje. In het westelijk deel van de polder ligt de buurtschap Turkeye.